# Pöggstall
Pöggstall je rakouský městys v okrese Melk v Dolních Rakousích. Žije zde přibližně 2 400 obyvatel.

## Geografie
Pöggstall leží ve Waldviertelu (Lesní čtvrti) v Dolních Rakousích. Plocha městysu je 58,86 kilometrů čtverečních a 50,64 % plochy je zalesněno.

### Katastrální území
Městys sestává z katastrálních území:
- Arndorf
- Aschelberg
- Bergern
- Brennhof
- Bruck am Ostrong
- Dietsam
- Gerersdorf
- Gottsberg
- Grub bei Aschelberg
- Grub bei Neukirchen am Ostrong
- Haag
- Krempersbach
- Krumling
- Laas
- Landstetten
- Loibersdorf
- Muckendorf
- Mürfelndorf
- Neukirchen am Ostrong
- Oberbierbaum
- Oberdörfl
- Oberhohenau
- Oed
- Pöggstall
- Pömmerstall
- Prinzelndorf
- Sading
- Straßreith
- Unterhohenau
- Wachtberg
- Weinling
- Weißpyhra
- Würnsdorf
- Zöbring

## Historie
V dávnověku bylo území součástí provincie Noricum.
Obec byla poprvé v dokumentech uváděna v roce 1188, nazývaná jako „Pehstal" – místo neštěstí, či místo sběru dehtu (nem. "Pech" = Dehet neboli tér).
V období od 1899 do 1939 byl Pöggstall hlavním městem tehdejšího politického okresu Pöggstall (nynějších soudních okresů Persenbeug-Gottsdorf, Ottenschlag a Pöggstall).

### Přičleňování osad a obcí
- 1966 - osady Aschelberg a Pömmerstall
- 1968 - Loibersdorf a katastrální území Gerersdorf a Oed od obce Troibetsberg
- 1971 - Würnsdorf
- 1972 - podle zemského zákona Neukirchen am Ostrong (předtím 1965 sloučeny osady Bruck am Ostrong, Arndorf a Mürfelndorf) a Weinling

### Vývoj počtu obyvatel
- 1971 2912
- 1981 2892
- 1991 2732
- 2001 2594

## Politika
- Starostou obce byl (1999–2015) Johann Gillinger (ÖVP), vedoucí kanceláře Johann Hobel.
- 2015–2022 Margit Straßhofer (ÖVP)
- od roku 2022 Helmut Hahn (ÖVP)

## Hospodářství a infrastruktura
Nezemědělských pracovišť bylo v roce 2001 116. Zemědělských a lesnických pracovišť bylo v roce 1999 230. Počet výdělečně činných obyvatel v místě bydliště bylo v roce 2001 1102, tj. 43,71 %.

## Významní rodáci
- Franz Traunfellner (1913-1986) - malíř a grafik
- Hermann Gail (* 1939) - spisovatel a vydavatel

## Pamětihodnosti

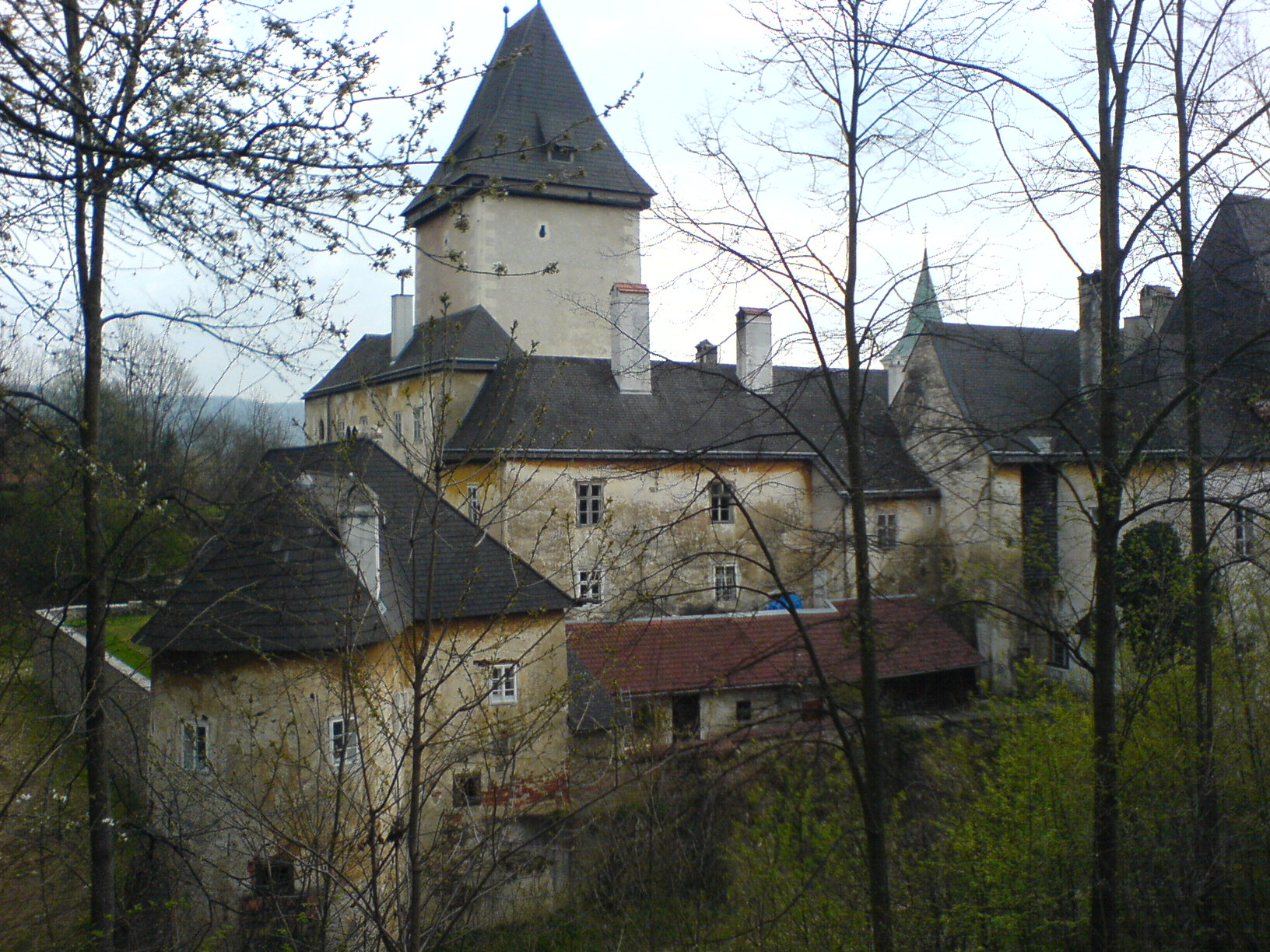
Zámek Pöggstall, 2007

- Zámek Pöggstall (také "Zámek Rogendorf") s rondelem byl původně založený ve 13. století jako vodní hrad. V areálu zámku se v adventní době pořádají předvánoční slavnosti. V zámku je umístěno několik muzeí:
  - „Vlastivědné muzeum s mučírnou“ - ojedinělá mučírna v jihoněmecké jazykové oblasti.
  - „Muzeum dějin práva“ - středověká naučná věda přes historii trestu smrti, jakož i o dějinách mučení.
  - „Včelařské muzeum“
  - Franz Traunfellner (1913-1986) - sbírka dokumentů.
  - „Muzeum hraček“
- „Kostel svaté Anny v poli“ - se nachází na kopečku nad Pöggstallem. Kostel byl postavený v době pozdní gotiky. Má středověká okna, jakož i pozdně gotické skládací oltáře, postavený na přelomu 15. a 16. století. V kostele jsou pozoruhodné nástěnné malby. Je tu také náhrobní kámen pocházející z doby renesance, z roku 1590, jakož i náhrobní kámen s erbem na vnější stěně kostela.